# 고섬 어워드
고섬 어워드(영어: Gotham Awards 고섬상[*])는 뉴욕에서 열리는 독립 영화를 대상으로 한 영화상이다. 2008년부터는 고섬 독립영화상(영어: Gotham Independent Film Awards 고섬 인디펜던트 필름 어워드[*])라는 이름으로 바뀌었다.

## 시상식
| 에디션 | 날짜             |
| ------ | ---------------- |
| 1회    | 1991년 9월 30일  |
| 2회    | 1992년           |
| 3회    | 1993년 9월 28일  |
| 4회    | 1994년 9월 20일  |
| 5회    | 1995년 9월 19일  |
| 6회    | 1996년 9월 17일  |
| 7회    | 1997년 9월 16일  |
| 8회    | 1998년 9월 23일  |
| 9회    | 1999년 9월 22일  |
| 10회   | 2000년 9월 20일  |
| 11회   | 2001년 10월 1일  |
| 12회   | 2002년 9월 26일  |
| 13회   | 2003년 9월 22일  |
| 14회   | 2004년 12월 1일  |
| 15회   | 2005년 11월 30일 |
| 16회   | 2006년 11월 29일 |
| 17회   | 2007년 11월 27일 |
| 18회   | 2008년 12월 2일  |
| 19회   | 2009년 11월 30일 |
| 20회   | 2010년 11월 29일 |
| 21회   | 2011년 11월 28일 |
| 22회   | 2012년 11월 26일 |
| 23회   | 2013년 12월 2일  |
| 24회   | 2014년 12월 1일  |
| 25회   | 2015년 11월 30일 |
| 26회   | 2016년 11월 28일 |
| 27회   | 2017년 11월 27일 |
| 28회   | 2018년 11월 26일 |
| 29회   | 2019년 12월 2일  |
| 30회   | 2021년 1월 11일  |
| 31회   | 2021년 11월 29일 |

## 같이 보기
- 영화상 목록